# Clinio Freitas
Clinio Freitas est un skipper brésilien né le 8 janvier 1964.

## Carrière
Clinio Freitas obtient une médaille de bronze olympique de voile en classe Tornado aux Jeux olympiques d'été de 1988 à Séoul.